# 6881 Shifutsu
6881 Shifutsu è un asteroide della fascia principale. Scoperto nel 1994, presenta un'orbita caratterizzata da un semiasse maggiore pari a 2,9077778 au e da un'eccentricità di 0,0516515, inclinata di 2,88736° rispetto all'eclittica.
L'asteroide è dedicato al monte Shifutsu, una vetta di 2228 m. nel parco nazionale di Nikkō in Giappone.